# Alf Depser
Alf Depser (* 23. März 1899 in Nürnberg; † 2. März 1990 auf Juist, geb. als Alfred Depser) war ein deutscher Grafiker, Maler, Zeichner und Holzschneider. Seine Hauptwirkungsorte waren Ostfriesland, Westfalen und Franken.

## Familie
Alfred Depser, ältester Sohn des Postamtmanns Hans Depser und dessen Ehefrau Babette, geborene Reichel, wuchs überwiegend in Ansbach auf. Er hatte zwei jüngere Schwestern und einen Bruder. Depser heiratete 1937 Magdalena Schütte aus Varel, mit der er drei Kinder, Hans-Hellmut (1937), Bärbel (1939) und Hilta (1943) bekam.

## Schule und Ausbildung
Alfred Depser führte bereits als Vierzehnjähriger Skizzenbücher, in denen er zeichnerisch Eindrücke festhielt. Er besuchte das Ansbacher Realgymnasium, das er 1916 abschloss. Nach Militärdienst 1917/1918 im Ersten Weltkrieg und Verwicklung in die Aufstände um die Räterepublik vom April–Mai 1919 lernte er ab 1920 am Technikum Nürnberg Chemiker und übte diesen Beruf kurze Zeit in Wittenberg aus. Ende 1924 kam er zum ersten Mal nach Norden in Ostfriesland, um die Jahreshauptversammlung des Braunsfelder Vaganten Kreises, BVK, dem er damals angehörte mitzumachen. Er blieb einige Monate in Norden und hielt Landschaft und Küste in seinen Skizzenbüchern fest. Die Norder Freunde rieten ihm zu einer künstlerischen Ausbildung. Im Jahr 1926 nahm er ein Grafik-Studium an der Staatshochschule für angewandte Kunst in Nürnberg auf. Bei Rudolf Schiestl (1878–1931) erhielt er eine umfassende handwerkliche Ausbildung, die vor allem auf Zeichnen in der Natur, Radierungen und Holzstichen fokussierte.

## Berufliche Entwicklung
Von 1934 gehörte er dem Bund Deutscher Maler und Graphiker e. V. der Reichskulturkammer der bildenden Künste an und arbeitete freischaffend als Maler und Grafiker. Jeweils im Sommer hielt er sich in Ostfriesland auf, wo er in Norden die Familie von Otto Leege kennenlernte und diese in der Folge wiederholt auf der Vogelschutzinsel Memmert besuchte. Dabei entstand sein Polychromos-Bilderzyklus Memmert. Im Jahr 1936 erwarb er das älteste Insulanerhaus im Loog auf der Nordseeinsel Juist, in dem er sein Atelier mit einer der ältesten Radierpressen Deutschlands einrichtete, auf der er seine Radierungen selber druckte. Von Juist aus erkundete er die Küstenregion und skizzierte sowohl die Landschaft als auch die Architektur, wobei er stets direkt vor dem jeweiligen Motiv arbeitete. Hervorzuheben sind seine handwerkliche Präzision und eine sehr naturgetreue Darstellungsweise.
Seit den 1950er Jahren fertigte er Zeichnungen von romanischen und gotischen Backsteinkirchen Ostfrieslands und angrenzenden Regionen an, auf deren Grundlage er Holzstiche auf Birnbaumhirnholz anfertigte, deren Drucke von den Kirchengemeinden zu amtlichen Zwecken verwendet wurden. Die Holzstöcke blieben in seinem Besitz, da er das Abdrucken bei Nachbestellungen in der Druckerei persönlich begleitete. Neben diesen Auftragsarbeiten entstanden viele kleine Holzstiche, wie Tiere, Geburtsanzeigen, Alphabete, Exlibris, Initialen, Wappen (z. B. das Wappen des Kommunalverbandes Ostfriesische Landschaft oder das der Inselgemeinde Juist). 
Depser war mit dem Künstler A. Paul Weber befreundet und korrespondierte mit Peter Härtling, den Brüdern Ernst Jünger und Friedrich Georg Jünger, der ihn zu Holzsticharbeiten nach den Metamorphosen von Ovid anregte. 
Depser reiste mit Beginn der jährlichen Sommersaison oft in seine fränkische Heimat, zu Freunden in das westfälische Tecklenburg oder besuchte seine Kinder in Berlin, Wuppertal und Kanada. Auch dabei entstanden viele Skizzen und Aquarelle. Insgesamt 174 Skizzenbücher Depsers aus der Zeit zwischen 1913 und 1985 sind erhalten.

## Œuvre
Nach Depsers Tod wurde sein rund 1500 Einzelstücke umfassendes künstlerisches Lebenswerk in der Ostfriesischen Landschaft eingelagert und ihr von den Erben zum Erwerb angeboten. Dabei handelte es sich um Aquarelle, Holzstiche, Radierungen und Zeichnungen sowie um 144 der von ihm gefertigten Holzstöcke und um 61 seiner Radierplatten. Ein Werkverzeichnis Depser-Inventar wird in der Landschaftsbibliothek in Aurich verwahrt. Seit 2002 liegt ein neues Angebot dem Ostfriesischen Landesmuseum vor, um diesen historischen Schatz für Ostfriesland zu erhalten.

## Veröffentlichungen (Auszug)
- Paul Maede: Heinrich Erdmann, der Siedler vom Ulrichshof. Eine Geschichte aus unsern Tagen. Mit 26 Zeichnungen von Alf Depser. Verlag Julius Beltz, Langensalza, Berlin/Leipzig 1934. OCLC 890384143
- Friedrich Doedens, Harm Wiemann: Der Goldene Ring. Bilder von Alf Depser und Kurt Windt. Zopfs, Leer 1952. OCLC 73571503
- Ernst August Becker, Alf Depser, Siegfried Kunstreich, Gebhard Löning, Ernst Moll, Franz Johann Mueller: Lesebuch für Niederdeutschland. Heimatkundlicher Anhang für Ostfriesland. Bd. 4 = 7./8. Schuljahr. Schroedel, Berlin 1956. OCLC 837235497
- Margarete Windthorst: Der Krähenbusch. Inge Meidinger-Geise (Hrsg.). Vier Erzählungen mit Original-Holzschnitt-Initialen von Alf Depser. Lechte Verlag, Emsdetten 1970. OCLC 722926285
- Alf Depser, Ludwig Kittel, Ernst Petrich: Ostfriesland – Bilderbuch einer Landschaft. Franz Johann Mueller (Hrsg.). Schuster-Verlag, Leer 1976. ISBN 3-7963-0087-1. OCLC 907579548
- Arend Dreesen, Alf Depser: Inse von der Insel – Ein ostfriesischer Roman. H. Soltau, Norden (Ostfriesland) 1978. OCLC 256054073
- Alf Depser: Zeichnungen aus Ostfriesland. H. Soltau, Norden (Ostfriesland) 1981. ISBN 3-922365-11-6. OCLC 476707720
- ders.: Fränkische Skizzen – 7 Kurzgeschichten. Hercynia-Verlag, Kipfenberg/Ansbach 1984. OCLC 165461570
- ders.: Eine Heimkehr. Franken mit Stift und Pinsel. Hercynia-Verlag, Kipfenberg/Ansbach 1986. OCLC 165640437
- ders.: Auf der Vogelinsel Memmert. Hercynia-Verlag, Kipfenberg/Ansbach 1986. OCLC 830721182
- Heiko Jörn: Alf Depser – Malerei und Graphik. Ausstellungskatalog. Kulturring Moormerland (Hrsg.), Leer 1989. OCLC 831360148
- Alf Depser – Zwischen Juist und Tecklenburg. Geschichts- und Heimatverein Tecklenburg von 1922 e. V. (Hrsg.), Tecklenburg 2016. ISBN 978-3-925147-32-6. OCLC 1002416720

## Ausstellungen (Auswahl)
- 1976: Ostfriesland in der Graphik von 1900 bis heute. Aurich.
- 23. April bis 7. Mai 1989: Alf Depser – Malerei und Graphik. Ausstellung im Rathaus der Gemeinde Moormerland, Warsingsfehn.
- 30. Januar bis 8. Mai 2011: Moderne und Tradition – Kunst in Ostfriesland aus der Sammlung Baumfalk. Ostfriesisches Landesmuseum Emden.[6]
- 14. Dezember 2016 bis 19. März 2017: Spaziergang ans Ende der Welt. Ostfriesisches Teemuseum, Norden (Ostfriesland).
- 16. März 2018 bis 24. Januar 2019: Der Memmert Bilderzyklus: Ausstellung im Küstenmuseum Juist. Holzstiche: im Alten Warmbad Juist.
- 3. März bis 27. Juni 2019: Streifzug durch Ostfriesland mit Alf Depser. Carolinensiel (Ostfriesland)

## Mitgliedschaften
- Bund bildender Künstler in Ostfriesland

## Ehrungen
- 1978: Indigenat des Kommunalverbandes Ostfriesische Landschaft[7] – mit dieser Auszeichnung werden nicht in Ostfriesland geborene Menschen zu Ehrenbürgern der Region ernannt.

- In Norden (Ostfriesland) wurde die Alf-Depser-Straße nach ihm benannt.

## Alf-Depser-Haus
Im Loogster Pad auf der Nordseeinsel Juist steht das von der Familie des Künstlers seinerzeit bewohnte und von ihm als Atelier genutzte Insulanerhaus, neben dem sich heute eine Töpferei seiner Tochter Bärbel befindet.

## Trivia
Von dem Schriftsteller Peter Härtling (1933–2017) ist ein Gedicht auf Alf Depser überliefert.